# Nicolae Mișu
Nicolae Mișu (n. 6 august 1858, București, Țara Românească – d. 31 august 1924, București, România) a fost un politician și diplomat român.
A studiat dreptul în Germania, unde a obținut Doctoratul în drept la Göttingen, după care a urmat studiile în Franța, la înalta Școală de Științe Politice de la Paris.
Prima sa însărcinare a fost cea de reprezentant al României în Bulgaria. În continuare a fost trimis extraordinar și ministru plenipotențiar al României la Viena (noiembrie 1908-octombrie 1911), Constantinopol (octombrie 1911-decembrie 1912) și Londra (noiembrie 1912-octombrie 1919).
A fost ministru de externe român de la 15 octombrie la 30 noiembrie 1919 în Guvernul Artur Văitoianu, și a fost semnatar din partea României al Tratatului de Pace de la Saint Germain en Laye.
A fost administrator al Domeniilor Coroanei (1919-1920) și șef superior al Curții Regale, reintitulat "ministru al Palatului" (1920-1924).
Nicolae Mișu a murit la București în 1924. Este tatăl diplomatului și jucătorului de tenis Nicolae Mișu (II).